# Мазурівка (Стрийський район)
Мазурі́вка — село в Україні, у Стрийському районі Львівської області. Населення становить 400 осіб. Орган місцевого самоврядування — Журавненська селищна рада.

## Політика

### Парламентські вибори, 2019
На позачергових парламентських виборах 2019 року у селі функціонувала окрема виборча дільниця № 460393, розташована у приміщенні сільської ради.
Результати
- зареєстровано 258 виборців, явка 48,45%, найбільше голосів віддано за «Слугу народу» — 21,60%, за «Голос» — 17,60%, за «Європейську Солідарність» — 15,20%.[2] В одномандатному окрузі найбільше голосів отримав Володимир Кулак (самовисування) — 30,65%, за Андрія Кота (самовисування) — 20,16%, за Андрія Гергерта (Всеукраїнське об'єднання «Свобода») і Володимира Наконечного (Слуга народу) — по 12,90%[3].